# Медаль «За Атлантичний вал»

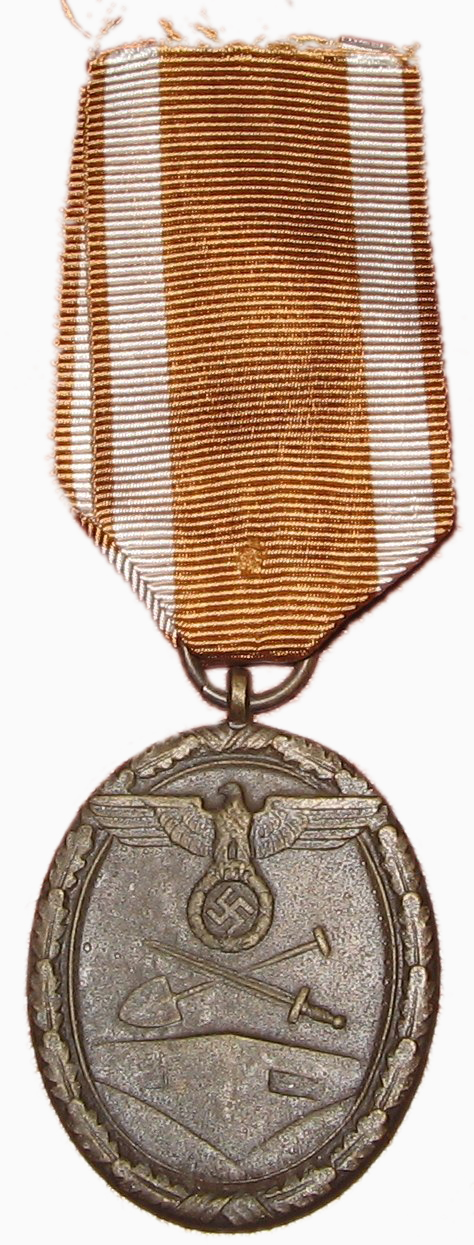

Почесний знак Німецького валу (нім. Deutsches Schutzwall-Ehrenzeichen), також відомий як Медаль Західного валу, медаль «За будівництво Атлантичного валу»  або медаль «За Атлантичний вал» — нагорода Третього Рейху.

## Опис
Бронзова медаль овальної форми. На аверсі зображений бункер, над ним - схрещені меч і лопата та імперський орел. На реверсі - напис Für Arbeit zum Schutze Deutschlands (укр. За роботу із захисту Німеччини).
Медаль носили на лівому боці грудей на помаранчевій стрічці з двома білими смугами.

## Історія
Нагорода була заснована Адольфом ГІтлером 2 серпня 1939 року для нагородження людей, які брали участь у будівництві оборонних укріплень - таких, як Західний та Східний вали. Основна мета нової нагороди - заохочення робітників. 
Фріц Тодт порівнював нагородження медаллю із нагородженням Залізним хрестом. Таке порівняння цивільних і військових заслуг схоже на сучасний термін "фронтовий робітник".
Через масовість нагороджень (до 31 січня 1941 року медаль отримали 622 064 особи) медаль отримала презирливу назву Lehmorden (укр. Глиняний орден). Згідно даних СД за січень 1940 року, більшість населення сприймало нагороду як нічого не варту показуху; з іншого боку, необхідно було відзначити будівельників укріплень.
У 1944 році, після висадки союзників у Нормандії, робота над Атлантичним валом продовжилась і нагородження медаллю були відновлені. Для тих, хто отримав медаль під час попередніх робіт, указом фюрера від 10 жовтня 1944 року була введена застібка до медалі «За будівництво оборонних укріплень» (нім. Spange zum Schutzwall-Ehrenzeichen). Невідомо, чи застібки виготовлялись або вручались.
Всього медаль отримали близько 800 000 осіб.

## Умови отримання
- Робота на будівництві Атлантичного валу в період з 15 червня 1938 до 31 березня 1939 року.
- Для військовослужбовців люфтваффе - робота на будівництві протягом 10 тижні (умова введена 13 листопада 1939 року).

Медаллю нагороджувались як військовослужбовці вермахту, так і цивільні. Військовополонені, які працювали на будівництвах укріплень, нагород не отримували.
Зазвичай нагороджений отримував медаль через пошту.

## Відомі нагороджені[1]
- Ганс Каммлер
- Генріх Гіммлер
- Рейнгард Гейдріх
- Карл Беккер
- Мартін Бібер
- Арнольд фон Бігелебен
- Ойген-Генріх Блейєр
- Вільгельм Блеквенн
- Еріх Бранденбергер
- Фріц Вайтцель
- Ернст Денер
- Фердинанд Йодль
- Ганс Філіпп
- Вернер Штрайб

### Перші нагороджені
Перше нагородження медаллю відбулось 23 листопада 1939 року. Медаль отримали особисто від Гітлера 6 людей:
- Фріц Тодт
- Карл Кітцінгер
- Ервін фон Віцлебен
- Альфред Якоб — як інспектор укріплень.
- Константін Гірль — як голова Імперської служби праці.
- Роберт Лей — як рейхсляйтер НСДАП.

## Галерея

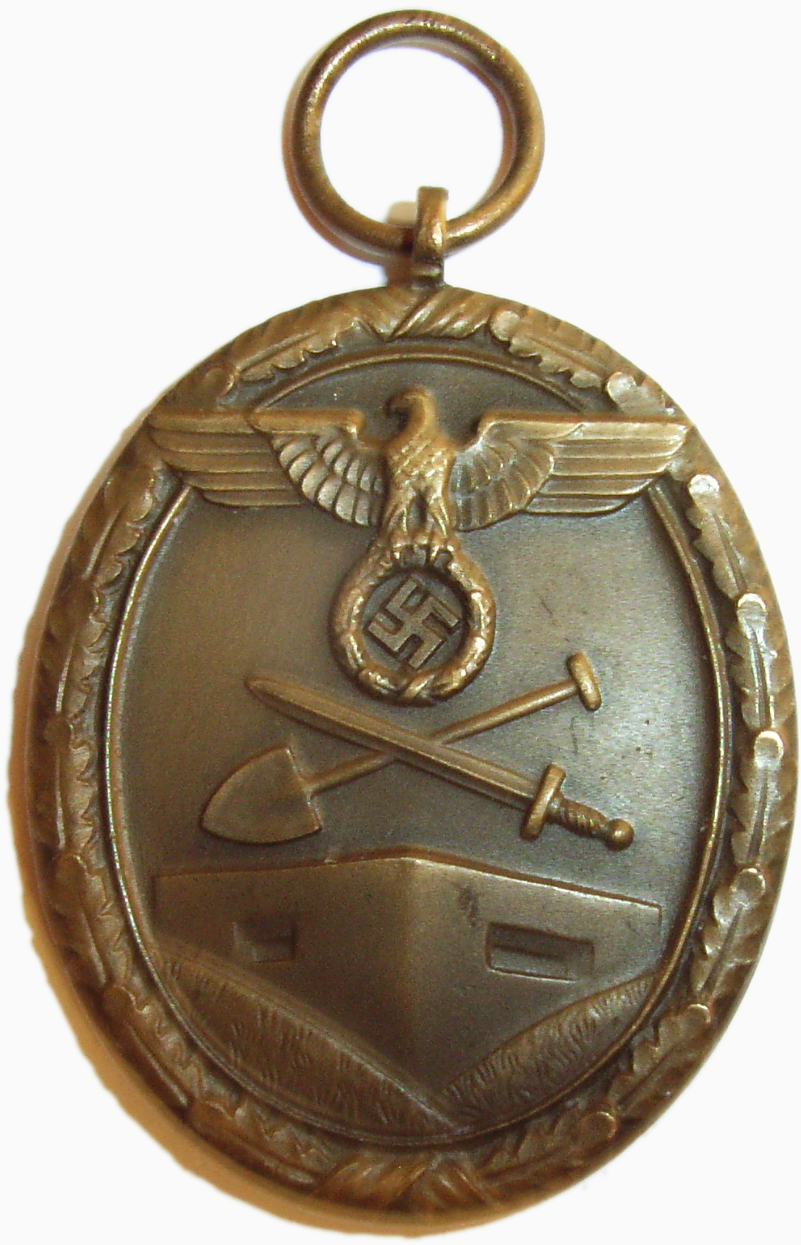
Аверс медалі
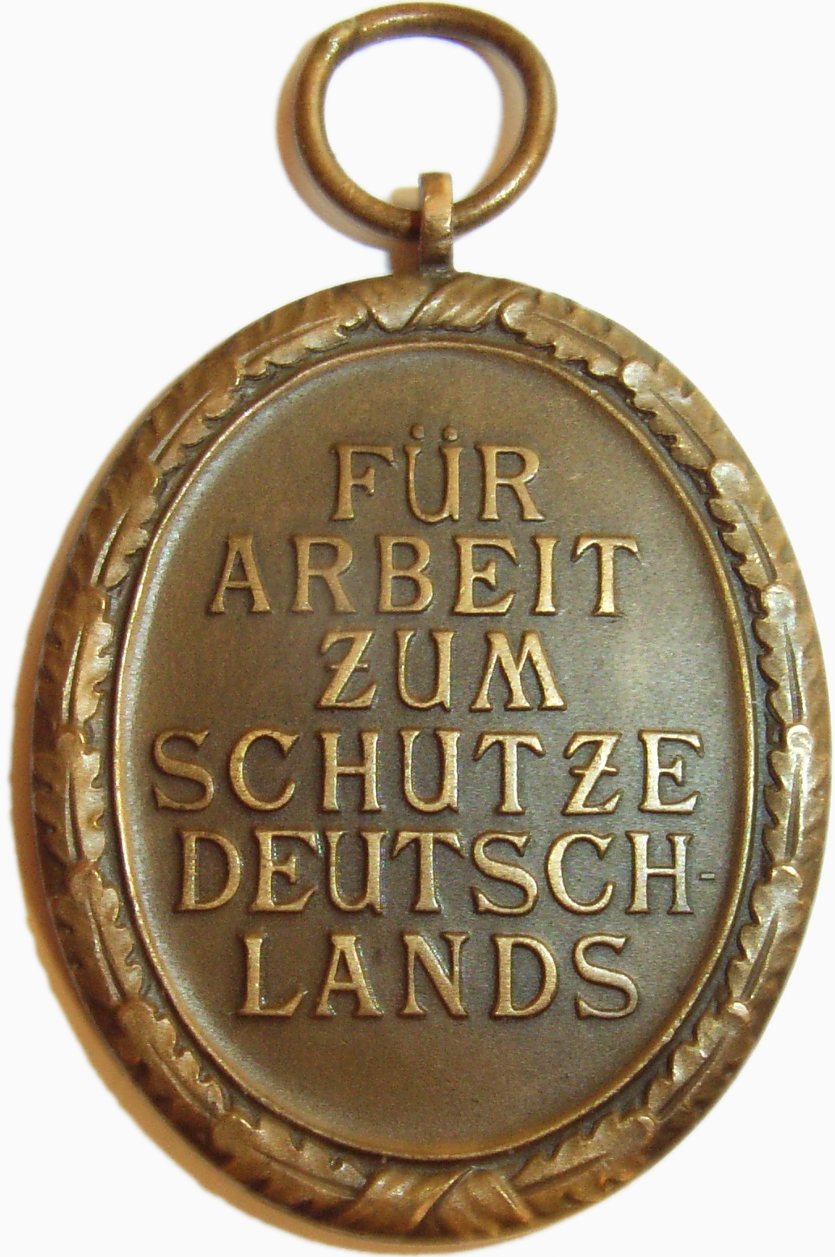
Реверс медалі
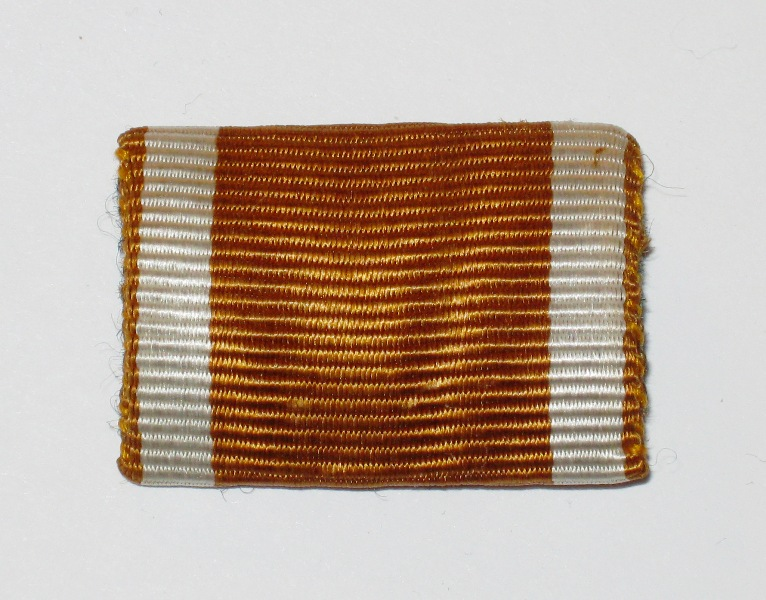
Планка медалі